# ورفولنیر
ورفولنیر (به انگلیسی: Vedrfolnir, Vedurfolnir یا Vetrfolnir) (در زبان نورس باستان: Veðrfölnir, به معنی: باد سفید شده، طوفان رنگ‌پریده یا پژمرده باد) در اساطیر نورس شاهینی است که بین چشمان عقابی بی‌نام که بر بالای درخت جهانی ایگدراسیل قرار دارد نشسته‌است.
ورفولنیر گاهی به‌طور مدرن به وِدرفولنیر، وِدُرفولنیر یا وِترفولنیر انگلیسی‌سازی سازی شده‌است.

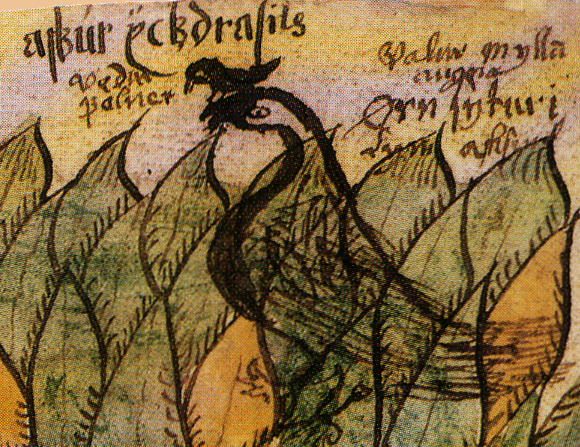
تصویری از یک نسخه خطی ایسلندی قرن هفدهمی، شاهینی به نام ورفولنیر را در بالای یک عقاب و بر بالای درختی به نام ایگدراسیل نشان می‌دهد.

 عقاب بی‌نام نیز در ادای شاعرانه که در قرن ۱۳ از منابع سنتی قبلی گردآوری شده و نیز در ادای منثور که در قرن ۱۳ توسط اسنوری استورلوسون نوشته شده، تأیید شده‌است، در حالی که ورفولنیر تنها در ادای منثور تأیید شده‌است. سنجابی به نام راتاتوسکر هم در ادای شاعرانه و هم در ادای منثور، پیام‌هایی را بین عقاب بی‌نام و نیهوگر، مار یا اژدهایی که زیر درخت جهان زندگی می‌کند حمل می‌کند. محققان نیز نظریه‌هایی در مورد مفاهیم پرندگان ارائه کرده‌اند.

## نظریه‌ها

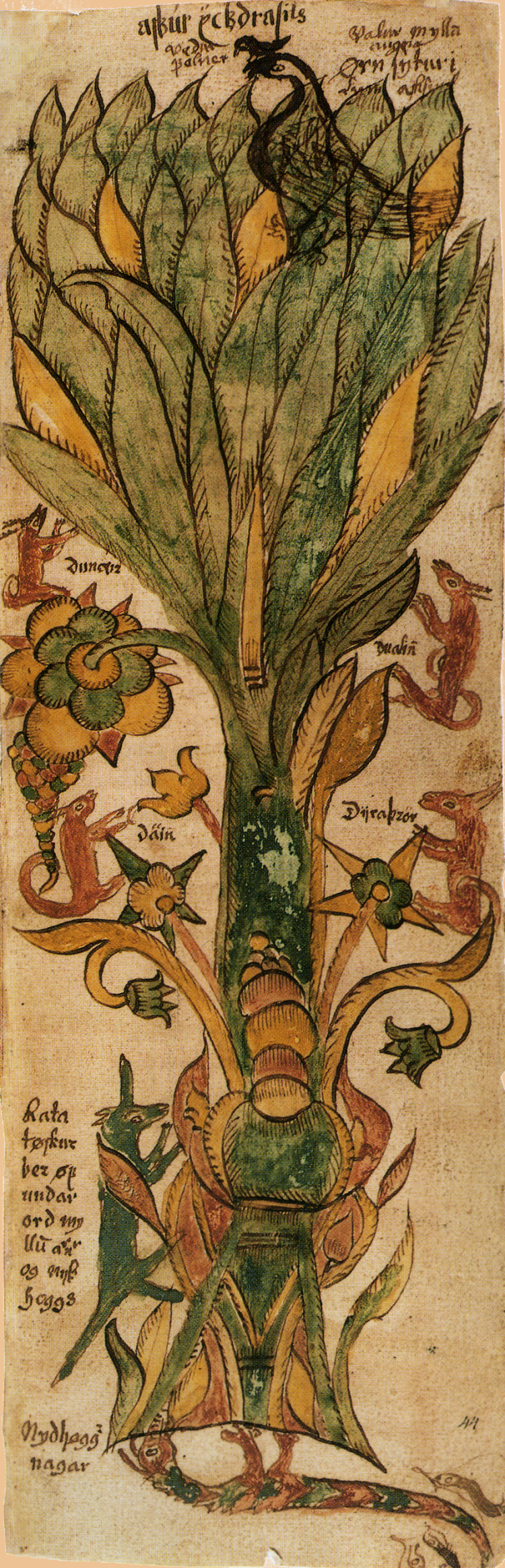
تصویری از درخت ایگدراسیل، در بالای درخت شاهینی به نام ورفولنیر بین چشمان عقابی بی‌نام نشسته‌است، در قسمت میانه درخت چهار گوزن در حال جویدن ایگدراسیل هستند و در قسمت پایینی راتاتوسکر و پایین‌تر از آن اژدهای نیهوگر قرار دارد.

جان لیندو اشاره می‌کند که اسنوری نمی‌گوید چرا یک شاهین باید بین چشمان عقاب بنشیند یا چه نقشی ممکن است بازی کند. لیندو این نظریه را مطرح می‌کند که «احتمالاً شاهین با خرد عقاب مرتبط است» و «شاید، مانند کلاغ‌های اودین، برای کسب و بازگرداندن دانش پرواز می‌کند».
هیلدا الیس داویدسون می‌گوید که تصور عقاب در بالای درخت و نیهوگر که به دور ریشه‌های درخت پیچیده شده‌است، مشابه‌هایی در دیگر کیهان‌شناسی‌ها از آسیا دارد، و ممکن است کیهان‌شناسی‌ اسکاندیناوی تحت تأثیر این کیهان‌شناسی‌های آسیایی از خط سیر یا از طریق مسیری شمالی قرار گرفته باشد. از سوی دیگر، داویدسون می‌افزاید، برخی از مردم ژرمن خدایان خود را در جنگل‌های باز پرستش می‌کردند و اینکه یک خدای آسمانی به‌طور ویژه‌ای با درخت بلوط مرتبط است. از این رو یک درخت مرکزی برای آنها نیز نمادی طبیعی بود.